# Paradelphomyia interposita
Paradelphomyia interposita là một loài ruồi trong họ Limoniidae. Chúng phân bố ở miền Cổ bắc.